# Računska genomika
Računska genomika (računarska genomika, računska genetika) primena je računskih i statističkih analiza u decifrovanju biologije polazeći od genomskih sekvenci i srodnih podataka, uklučujući DNK i RNK sekvence, kao i druge postgenomske podatke (i.e. eksperimentalne podatke generisane tehnologijama baziranim na genomskim sekvencama, kao što su genomski DNK mikročipovi). U kombinaciji sa računskim i statističkim pristupima za razumevanje funkcije gena i analizama statističkih asocijacija, ovo plje se takođe naziva računska i statistička genetika/genomika. 
Računska genomika može smatrati podskupom bioinformatike i računske biologije, čiji je fokus na primeni celokupnog genoma (umesto individualnih gena) u razumevanju principa i načina na koji DNK date vrste kontroliše njenu biologiju na molekulskom nivou i šire. Sa trenutnom obiljem bioloških masivnih skupova podataka, računske studije su postale veoma važan pristup u biološkim istraživanjima.

## Spoljašnje veze
- Архивирано на веб-сајту  (21. јун 2003)